# Josefa Francisca Valverde
Francisca Josefa de Valverde Ampuero y Costilla, född 1710, död 1784, var en politiskt aktiv peruan. Hon var ättling till inkan Atahualpa och gift 1731 med kolonialämbetsinnehavaren greve Simón Ontañón Ximenez de Lobatón av de las Lagunas. Hon deltog i och påverkade den politiska process som 1821 skulle komma att leda till Perus självständighet.